# ألبرتو ريو
ألبرتو ريو (21 أغسطس 1894 بالبرتغال - ) هو لاعب كرة قدم برتغالي في مركز الهجوم. شارك مع منتخب البرتغال لكرة القدم. أما مع النوادي، فقد لعب مع نادي بيلينينسش.

## وصلات خارجية
- ألبرتو ريو على موقع قاعدة بيانات كرة القدم.إي يو (الإنجليزية)
- ألبرتو ريو على موقع عالم كرة القدم.نت (الإنجليزية)